# جاناتان کانتول
جاناتان کانتول (انگلیسی: Jonathan Cantwell؛ زادهٔ ۸ ژانویهٔ ۱۹۸۲- 6 نوامبر ۲۰۱۸) دوچرخه‌سوار اهل استرالیا است. وی در مسابقات تور دو فرانس شرکت کرده‌است.